# Broken Sword Creek
Der Broken Sword Creek ist ein rechter Nebenfluss des Sandusky River, einem Zufluss des Eriesees im nördlichen US-Bundesstaat Ohio. Der Broken Sword Creek gehört zum Flusssystem des Sankt-Lorenz-Stroms und entwässert 246 km² überwiegend landwirtschaftlich genutztes Land, das im Einzugsgebiet des Eriesees liegt. Er entspringt etwa 10 km südöstlich der Ortschaft New Washington im Crawford County, fließt zunächst in westlicher Richtung und dann mäandrierend generell nach Südwesten durchs Wyandot County, um 5 km südwestlich von Nevada in den Sandusky River zu münden.
Der wichtigste Nebenfluss ist der Brandywine Creek, der bei Bucyrus im Crawford County entspringt (40° 51′ 52″ N, 82° 56′ 14″ W), nach Nordwesten fließt und im Lykens Township in den Broken Sword Creek mündet (40° 53′ 20″ N, 83° 1′ 27″ W).